# Festival RTP da Canção 2004
O XXXIX Festival RTP da Canção 2004 foi o trigésimo nono Festival RTP da Canção. Realizou-se em conjunto com a 2.ª edição da Operação Triunfo em 18 de Janeiro de 2004 (apresentação das canções) e em 25 de Janeiro de 2004 (votação), nos Estúdios da Endemol.
Catarina Furtado foi a apresentadora do festival.

## Festival
A fim de selecionar a sua canção para o Festival Eurovisão da Canção 2004, a RTP resolveu atribuir a cada um dos três finalistas da Operação Triunfo 2, uma canção original para os jovens intérpretes as defenderem em duas galas especiais.
A primeira gala de apresentação das três canções, ao grande público, teve lugar a 18 de janeiro, nos Estúdios da Endemol, onde os concorrentes interpretaram as canções candidatas a representar Portugal no Festival Eurovisão da Canção 2004.
Francisco Andrade interpretou "Caminhos singelos", Sofia Vitória defendeu "Foi magia" e Gonçalo Medeiros subiu ao palco com "Novo e clássico".
As três canções ficaram desde a noite de 18 de janeiro até ao final da noite do dia 25 à votação do público que expressou a sua vontade através de chamadas telefónicas.
Na primeira gala teve lugar um medley sobre as canções do Festival RTP da Canção e um outro com canções da Eurovisão com a interpretação de todos os concorrentes. Anabela e Lúcia Moniz foram as convidadas especiais.
Na segunda gala que aconteceu a 25 de janeiro os concorrentes voltaram a interpretar as respetivas canções numa noite recheada de surpresas com os seguintes convidados especiais: Pedro Abrunhosa, António Calvário, Carlos Mendes e Simone de Oliveira.
No final da votação a canção "Foi magia" interpretada por Sofia Vitória foi revelada como o tema vencedor adquirindo o direito de representar Portugal na Eurovisão. Os concorrentes Francisco Andrade e Gonçalo Medeiros integraram a delegação portuguesa como elementos de palco.
| #  | Artista           | Canção              | Letra (l) / Música (m)            | Pontuação | Classificação |
| -- | ----------------- | ------------------- | --------------------------------- | --------- | ------------- |
| 1º | Francisco Andrade | "Caminhos singelos" | Múcio Sá (m), Rosete Caixinha (l) | 3º        | 31 003        |
| 2º | Sofia Vitória     | "Foi magia"         | Paulo Neves (m & l)               | 1º        | 39 072        |
| 3º | Gonçalo Medeiros  | "Novo e clássico"   | Américo Faria (m & l)             | 2º        | 31 899        |

| Final – 25 de janeiro de 2004 | Final – 25 de janeiro de 2004 | Final – 25 de janeiro de 2004 | Final – 25 de janeiro de 2004 | Final – 25 de janeiro de 2004 | Final – 25 de janeiro de 2004 | Final – 25 de janeiro de 2004 | Final – 25 de janeiro de 2004 | Final – 25 de janeiro de 2004 | Final – 25 de janeiro de 2004 | Final – 25 de janeiro de 2004 | Final – 25 de janeiro de 2004 | Final – 25 de janeiro de 2004 | Final – 25 de janeiro de 2004 |
| #                             | Artista                       | Canção                        | Açores                        | Madeira                       | Norte                         | Centro                        | Sul                           | Grande Porto                  | Grande Lisboa                 | Internacionais                | Redes móveis                  | Pontuação                     | Classificação                 |
| ----------------------------- | ----------------------------- | ----------------------------- | ----------------------------- | ----------------------------- | ----------------------------- | ----------------------------- | ----------------------------- | ----------------------------- | ----------------------------- | ----------------------------- | ----------------------------- | ----------------------------- | ----------------------------- |
| 1º                            | Francisco Andrade             | "Caminhos singelos"           | 458                           | 539                           | 684                           | 439                           | 421                           | 1755                          | 3599                          | 5015                          | 18 093                        | 31 003                        | 3º                            |
| 2º                            | Sofia Vitória                 | "Foi magia"                   | 1766                          | 786                           | 732                           | 1706                          | 1003                          | 1677                          | 6145                          | 4770                          | 20 487                        | 39 072                        | 1º                            |
| 3º                            | Gonçalo Medeiros              | "Novo e clássico"             | 1433                          | 1267                          | 753                           | 701                           | 429                           | 602                           | 3155                          | 2635                          | 20 924                        | 31 899                        | 2º                            |